# Bam Adebayo
Pour les articles homonymes, voir Adebayo.
Edrice Femi "Bam" Adebayo, né le 18 juillet 1997 à Newark dans le New Jersey, est un joueur américain de basket-ball évoluant au poste de pivot au sein du Heat de Miami en NBA.

## Biographie

### Jeunesse
Bam Adebayo a fréquenté l’école secondaire Northside à Pinetown, en Caroline du Nord. En tant que junior, il réalise en moyenne 32,2 points et 21 rebonds par match. Au cours de l’été, Adebayo s’est joint à son équipe de l’Amateur Athletic Union (AAU), Team Loaded North Carolina, aux côtés de son coéquipier, Dennis Smith Jr. Il a obtenu en moyenne 15,0 points et 10 rebonds par match sur l'Adidas Uprising Circuit. Après sa saison junior à Northside, il est transféré à la High Point Christian Academy à High Point, dans le même état. Dans sa première saison, Adebayo a marqué 22 points et 17 rebonds dans une victoire 81-39 contre New Garden Friends School. Le 29 décembre, il inscrit 26 points et 14 rebonds dans une victoire 91-63 contre De'Aaron Fox et Cypress Lakes High School. En tant que senior, Adebayo a obtenu en moyenne 18,9 points par match, 13,0 rebonds par match. Adebayo est nommé Mr. Basketball en Caroline du Nord pour l'année 2016. En janvier 2016, Adebayo a joué dans le McDonald's All-American Game et le Jordan Brand Classic.

### Université
Il rejoint en 2016 l'université du Kentucky, afin de jouer en NCAA avec les Wildcats. En tant que leader du tournoi de la SEC, Kentucky bat les Bulldogs de la Géorgie en quart de finale et élimine l’Alabama en demi-finale. Le 12 mars 2017, Adebayo a saisi 9 rebonds pour aider les Wildcats à vaincre Arkansas, 82-65 et à remporter le championnat de la SEC. Le 17 mars, lors du premier tour du tournoi de la NCAA, Adebayo enregistre 18 rebonds dans une victoire 79-70 contre la Northern Kentucky University. Le 24 mars, Kentucky bat les Bruins d'UCLA dans le Sweet Sixteen, Adebayo a capté 12 rebonds dans le match. Le 26 mars, Adebayo marque 13 points et 7 rebonds dans une défaite 75-73 dans l'Elite Eight contre les Tar Heels de la Caroline du Nord. Après cette défaite subie d’une manière déchirante, il déclare sa candidature pour la draft 2017, le 5 avril. En 38 matchs pour Kentucky, Adebayo a produit en moyenne 13,0 points, 8,0 rebonds et 1,5 contre par match.

### Heat de Miami (depuis 2017)

#### Les débuts
Il est sélectionné à la 14e position lors de la draft 2017 de la NBA, par le Heat de Miami. Au cours de sa saison rookie, en 69 matchs, il tourne à 6,9 points et 5,5 rebonds par match, avec un temps de jeu réduit.
Lors de la saison suivante, il commence à progresser, montrant un potentiel intéressant : il joue plus de minutes en fin de saison, ce qui améliore ses statistiques par la même occasion. Il tourne à 8,9 points et 7,3 rebonds par match à l'issue de la saison.

#### Saison 2019-2020: statut de All-Star et Finales NBA
Lors de la saison 2019-2020, il gagne sa place de titulaire dans l'équipe ; de plus, le départ d'Hassan Whiteside lui donne plus de minutes. Il enregistre son premier triple-double le 10 décembre 2019 face aux Hawks d'Atlanta (30 points, 11 rebonds, 11 passes) et réalise un second triple-double dans la même semaine. Il est ainsi nommé joueur de la semaine de la conférence Est le 16 décembre 2019 avec des statistiques de 20,0 points, 11,3 rebonds et 8,7 passes décisives par match. Il réalise son 3e triple-double contre le Magic d'Orlando, le 27 janvier 2020, enregistrant 20 points, 10 rebonds et 10 passes décisives. Au regard de ses performances sur la saison, il est sélectionné pour le NBA All-Star Game 2020. Il remporte même le Skills Challenge durant le All-Star Week-End. À la fin de la saison régulière, il fait partie des trois favoris pour le titre de NBA Most Improved Player, récompensant la meilleure progression, mais celui-ci est remporté par Brandon Ingram. Adebayo est tout de même nommé au sein de la NBA All-Defensive Second Team et finit 5e des votes pour le titre de défenseur de l'année.
Pendant des playoffs, qui se déroulent dans la bulle de Disney World d’Orlando (Floride) à cause de la pandémie de Covid-19, Adebayo prend une part importante dans l'excellent parcours de Miami. Le Heat vient à bout des Pacers, des Bucks puis des Celtics. Lors de la confrontation contre ces-derniers, le pivot réalise un contre décisif sur Jayson Tatum dans les derniers instants du match 1. En finale face aux Los Angeles Lakers de Lebron James, Adebayo se blesse lors de la première rencontre. Il revient que lors du match 4 et ne peut empêcher la défaite des siens 4-2.

#### Saison 2020-2021
Le 28 novembre 2020, il signe une extension de contrat de 5 ans avec les Heat.
Le 18 février 2021, il réussit son premier triple-double de la saison avec 16 points, 12 rebonds et 10 passes décisives lors de la victoire des siens face aux Kings de Sacramento. Le 18 avril 2021, il permet au Heat de s'imposer 109 à 107 en inscrivant un panier au buzzer face aux Nets de Brooklyn et stoppe ainsi une série de 3 défaites consécutives pour sa franchise. Sa saison se termine lors du premier tour des play-offs et une élimination rapide (4-0 sur la série) face aux Bucks de Milwaukee.

### Carrière internationale
Bam Adebayo est présélectionné pour participer à la coupe du monde 2019 avec Team USA mais est coupé juste avant de partir pour la compétition.
Adebayo est sélectionné en 2021 par Gregg Popovich avec Team USA pour participer aux Jeux Olympiques de Tokyo 2020. Lors du premier match du tournoi olympique, les Américains s'inclinent 83 à 76 face à l'équipe de France. Ils s'imposent lors des deux autres matches du groupe face à l'Iran (120 à 66) et la République Tchèque avec 6 points pour Adebayo dans les deux matches. Après des victoires face à l'Espagne en quart de finale, puis l'Australie en demi-finale, il retrouve l'équipe de France en finale du tournoi olympique. Les Américains s'imposent 87 à 82 et décrochent la médaille d'or.

## Palmarès

### Universitaire
- McDonald's All-American (2016)
- Jordan Brand Classic (2016)
- North Carolina Mr. Basketball (2016)
- Sec All-Freshman team (2017)
- Second-team All-Sec (2017)

### NBA
- 2020 et 2023 : Champion de la Conférence Est avec le Heat de Miami.

### En sélection nationale
- 2021 :  Médaillé d'or aux Jeux olympiques de 2020 à Tokyo
- 2024 :  Médaillé d'or aux Jeux olympiques de 2024 à Paris

### Distinctions personnelles
- 3 sélections au All-Star Game en 2020, 2023 et 2024
- 1 sélection dans la NBA All-Defensive First Team en 2024
- 4 sélections dans la NBA All-Defensive Second Team en 2020, 2021, 2022 et 2023
- Vainqueur du Skills Challenge au All-Star Game 2020

## Statistiques

### Universitaires
| Saison    | Équipe   | Matchs | Titul. | Min./m | % Tir | % 3pts | % LF | Rbds/m. | Pass/m. | Int/m. | Ctr/m. | Pts/m. |
| --------- | -------- | ------ | ------ | ------ | ----- | ------ | ---- | ------- | ------- | ------ | ------ | ------ |
| 2016-2017 | Kentucky | 38     | 38     | 30,2   | 59,9  | 0,0    | 65,3 | 8,00    | 0,80    | 0,70   | 1,50   | 13,00  |
| Total     | Total    | 38     | 38     | 30,2   | 59,9  | 0,0    | 65,3 | 8,00    | 0,80    | 0,70   | 1,50   | 13,00  |

### Professionnelles
Gras = ses meilleures performances

#### Saison régulière
| Saison        | Équipe        | Matchs | Titul. | Min./m | % Tir | % 3pts | % LF | Rbds/m. | Pass/m. | Int/m. | Ctr/m. | Pts/m. |
| ------------- | ------------- | ------ | ------ | ------ | ----- | ------ | ---- | ------- | ------- | ------ | ------ | ------ |
| 2017-2018     | Miami         | 69     | 19     | 19,8   | 51,2  | 0,0    | 72,1 | 5,52    | 1,46    | 0,46   | 0,59   | 6,91   |
| 2018-2019     | Miami         | 82     | 28     | 23,3   | 57,6  | 20,0   | 73,5 | 7,28    | 2,24    | 0,87   | 0,79   | 8,89   |
| 2019-2020     | Miami         | 72     | 72     | 33,6   | 55,7  | 14,3   | 69,1 | 10,21   | 5,11    | 1,14   | 1,29   | 15,92  |
| 2020-2021     | Miami         | 64     | 64     | 33,5   | 57,0  | 25,0   | 79,9 | 8,95    | 5,41    | 1,17   | 1,03   | 18,70  |
| 2021-2022     | Miami         | 56     | 56     | 32,6   | 55,7  | 0,0    | 75,3 | 10,10   | 3,40    | 1,40   | 0,80   | 19,10  |
| 2022-2023     | Miami         | 75     | 75     | 34,6   | 54,0  | 8,3    | 80,6 | 9,20    | 3,20    | 1,20   | 0,80   | 20,40  |
| 2023-2024     | Miami         | 71     | 71     | 34,0   | 52,1  | 35,7   | 75,5 | 10,40   | 3,90    | 1,10   | 0,90   | 19,30  |
| 2024-2025     | Miami         | 78     | 78     | 34,3   | 48,5  | 35,7   | 76,5 | 9,60    | 4,30    | 1,30   | 0,70   | 18,10  |
| Total         | Total         | 567    | 463    | 30,6   | 53,7  | 31,4   | 75,6 | 8,90    | 3,60    | 1,10   | 0,90   | 15,70  |
| All-Star Game | All-Star Game | 3      | 1      | 17,3   | 77,8  | 100,0  | –    | 1,30    | 1,30    | 0,00   | 0,00   | 5,00   |

Mise à jour le 1er mai 2025

#### Playoffs
| Saison | Équipe | Matchs | Titul. | Min./m | % Tir | % 3pts | % LF | Rbds/m. | Pass/m. | Int/m. | Ctr/m. | Pts/m. |
| ------ | ------ | ------ | ------ | ------ | ----- | ------ | ---- | ------- | ------- | ------ | ------ | ------ |
| 2018   | Miami  | 5      | 0      | 15,4   | 46,7  | 0,0    | 21,4 | 4,00    | 0,00    | 0,00   | 0,40   | 3,40   |
| 2020   | Miami  | 19     | 19     | 36,2   | 56,4  | 0,0    | 78,3 | 10,30   | 4,40    | 1,00   | 0,80   | 17,70  |
| 2021   | Miami  | 4      | 4      | 34,0   | 45,6  | –      | 76,9 | 9,30    | 4,30    | 1,30   | 0,50   | 15,50  |
| 2022   | Miami  | 18     | 18     | 34,1   | 59,4  | 0,0    | 76,3 | 8,00    | 2,70    | 1,00   | 0,70   | 14,80  |
| 2023   | Miami  | 23     | 23     | 37,0   | 48,1  | 0,0    | 82,1 | 9,90    | 3,70    | 0,90   | 0,70   | 17,90  |
| 2024   | Miami  | 5      | 5      | 38,4   | 49,5  | 20,0   | 71,4 | 9,40    | 3,80    | 0,40   | 0,00   | 22,60  |
| 2025   | Miami  | 4      | 4      | 38,3   | 43,8  | 33,3   | 63,6 | 11,00   | 4,30    | 1,00   | 0,30   | 17,50  |
| Total  | Total  | 78     | 73     | 34,7   | 51,7  | 24,3   | 75,7 | 9,20    | 3,50    | 0,90   | 0,60   | 16,40  |

Mise à jour le 1er mai 2025

## Records sur une rencontre en NBA
Les records personnels de Bam Adebayo en NBA sont les suivants, :
| Type de statistique        | Saison régulière | Saison régulière          | Saison régulière | Playoffs | Playoffs               | Playoffs          |
| Type de statistique        | Record           | Adversaire                | Date             | Record   | Adversaire             | Date              |
| -------------------------- | ---------------- | ------------------------- | ---------------- | -------- | ---------------------- | ----------------- |
| Points                     | 41               | @ Nets de Brooklyn        | 23 janvier 2021  | 32       | Celtics de Boston      | 27 septembre 2020 |
| Paniers marqués            | 15               | Wizards de Washington     | 25 novembre 2022 | 15       | @ Celtics de Boston    | 21 mai 2022       |
| Paniers tentés             | 21               | 4 fois                    | 4 fois           | 22       | @ Celtics de Boston    | 21 mai 2022       |
| Paniers à 3 points réussis | 3                | 3 fois                    | 3 fois           | 4        | Cavaliers de Cleveland | 26 avril 2025     |
| Paniers à 3 points tentés  | 5                | @ Cavaliers de Cleveland  | 5 mars 2025      | 7        | Cavaliers de Cleveland | 26 avril 2025     |
| Lancers francs réussis     | 14               | Pacers de l'Indiana       | 8 février 2023   | 10       | Celtics de Boston      | 27 septembre 2020 |
| Lancers francs tentés      | 18               | Celtics de Boston         | 4 août 2020      | 11       | 3 fois                 | 3 fois            |
| Rebonds offensifs          | 10               | Timberwolves du Minnesota | 30 octobre 2017  | 7        | Bucks de Milwaukee     | 29 mai 2021       |
| Rebonds défensifs          | 17               | @ Raptors de Toronto      | 25 novembre 2018 | 14       | Bucks de Milwaukee     | 4 septembre 2020  |
| Rebonds totaux             | 21               | @ Raptors de Toronto      | 25 novembre 2018 | 19       | Pacers de l'Indiana    | 24 août 2020      |
| Passes décisives           | 11               | 6 fois                    | 6 fois           | 10       | @ Bucks de Milwaukee   | 26 avril 2023     |
| Interceptions              | 6                | @ Lakers de Los Angeles   | 10 novembre 2021 | 4        | @ Celtics de Boston    | 21 mai 2022       |
| Contres                    | 5                | 2 fois                    | 2 fois           | 4        | Celtics de Boston      | 17 mai 2022       |
| Balles perdues             | 8                | @ Rockets de Houston      | 11 février 2021  | 6        | 2 fois                 | 2 fois            |
| Minutes jouées             | 45               | Raptors de Toronto        | 29 janvier 2022  | 46       | Celtics de Boston      | 29 mai 2022       |

- Double-double : 254 (dont 28 en playoffs et 1 en play-in)
- Triple-double : 9 (dont 1 en playoffs)

Dernière mise à jour : 28 avril 2025

## Salaires
| Année       | Équipe        | Salaire ($) |
| ----------- | ------------- | ----------- |
| 2017-2018   | Heat de Miami | 2 490 360   |
| 2018-2019   | Heat de Miami | 2 955 840   |
| 2019-2020   | Heat de Miami | 3 454 080   |
| 2020-2021   | Heat de Miami | 5 115 492   |
| 2021-2022   | Heat de Miami | 28 103 550  |
| Total Gains | Total Gains   | 42 119 322  |
| 2022-2023   | Heat de Miami | 30 351 780  |
| 2023-2024   | Heat de Miami | 32 600 060  |
| 2024-2025   | Heat de Miami | 34 848 340  |
| 2025-2026   | Heat de Miami | 37 096 620  |